# Tony Esposito
Anthony James Esposito (Sault Ste. Marie; 23 de abril de 1943-10 de agosto de 2021), más conocido como Tony Esposito, fue un portero profesional de hockey sobre hielo que jugó en la Liga Nacional de Hockey, especialmente para los Chicago Blackhawks.

## Biografía
Está considerado uno de los pioneros del ahora popular estilo mariposa. Fue admitido en el Salón de la Fama del Hockey en 1988.
Falleció el 10 de agosto de 2021 víctima de un cáncer de páncreas. Tenía setenta y ocho años.